# Metrolink (Los Angeles)

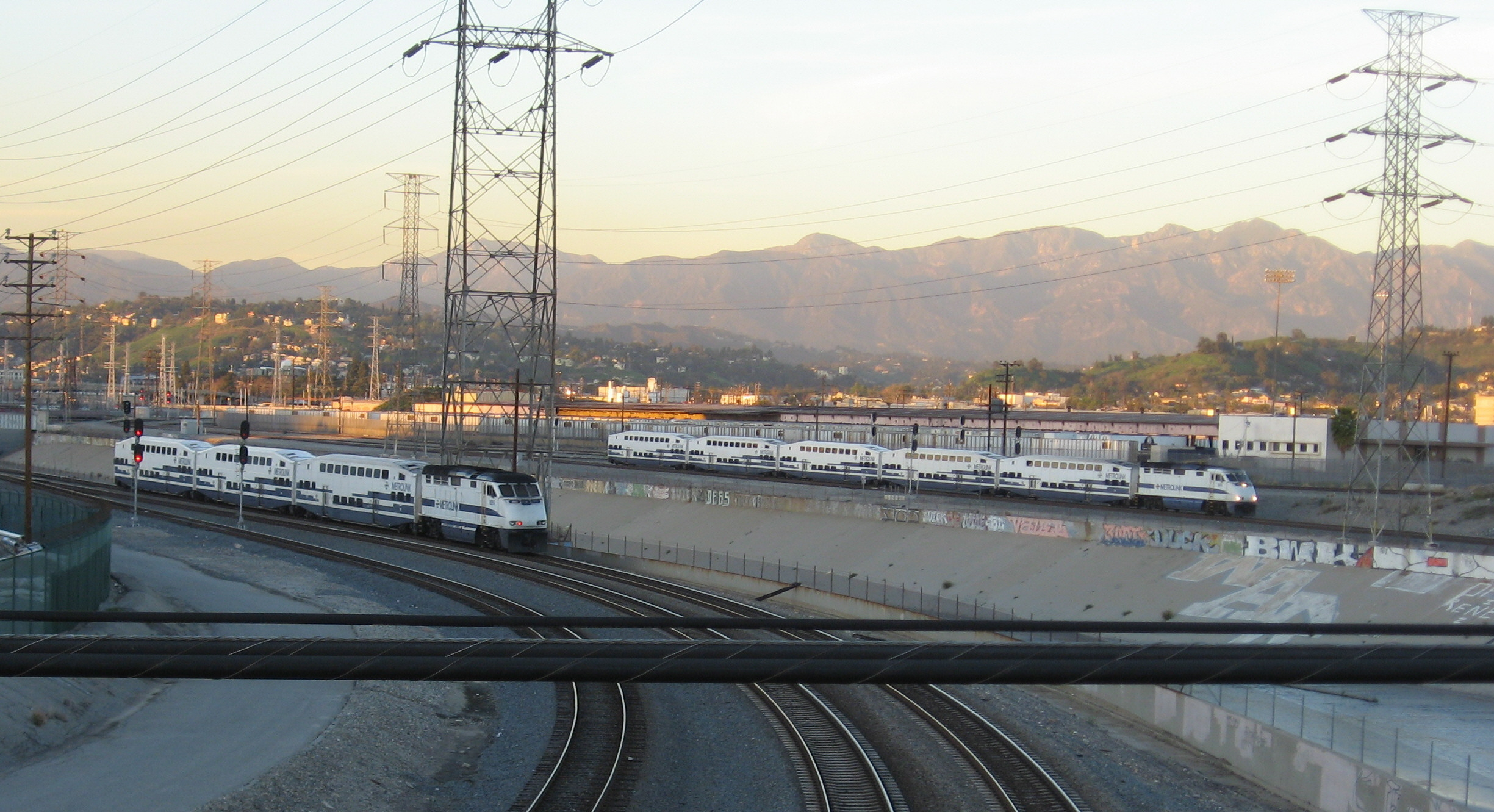
Metrolink-Züge am Bahnhof Union Station in Los Angeles

Unter der Bezeichnung Metrolink wird der Eisenbahn-Vorortverkehr im Großraum der kalifornischen Stadt Los Angeles betrieben.

## Geschichte

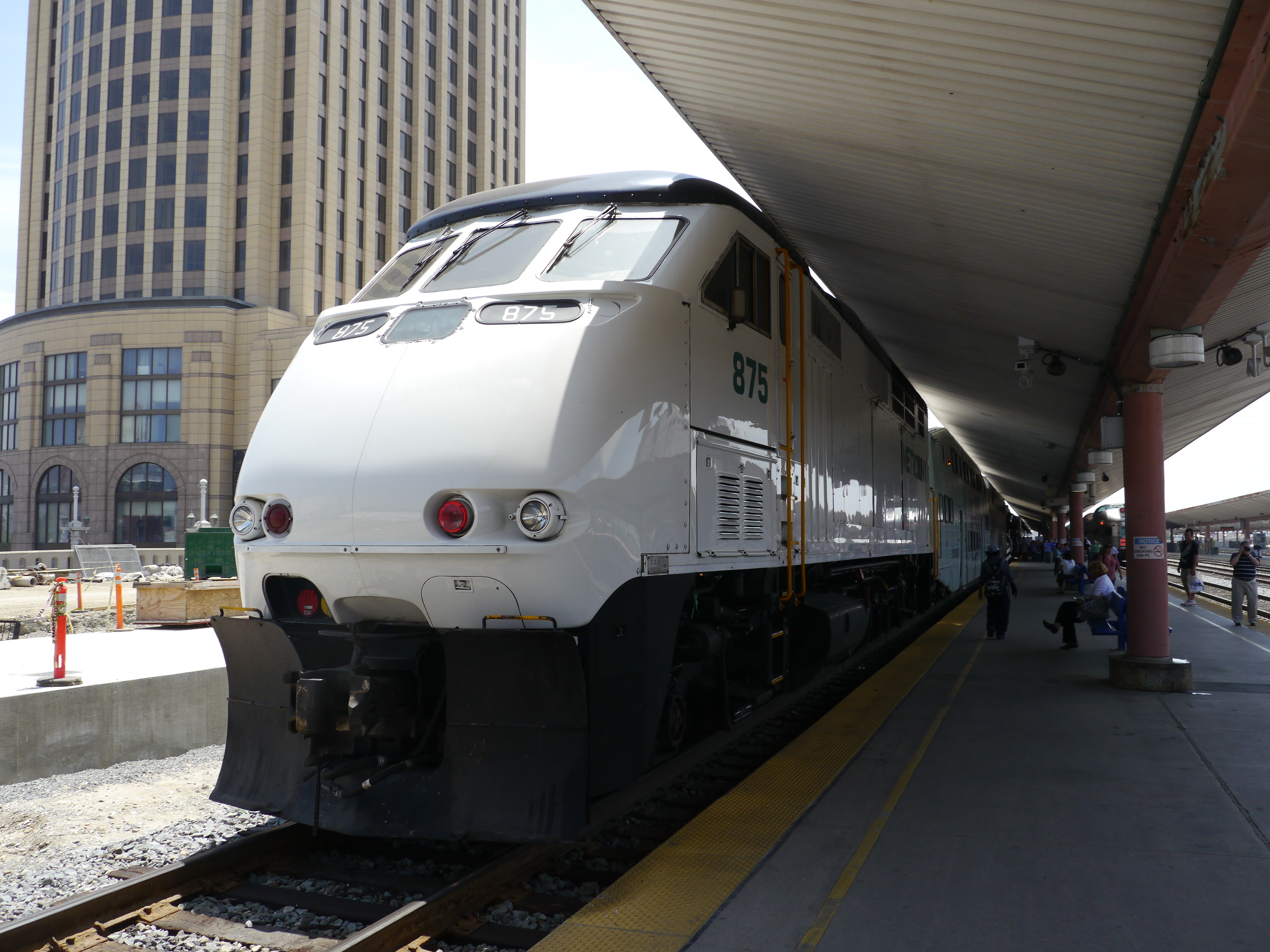
Diesellokomotive des Typs EMD F59PHI

### Vorgeschichte

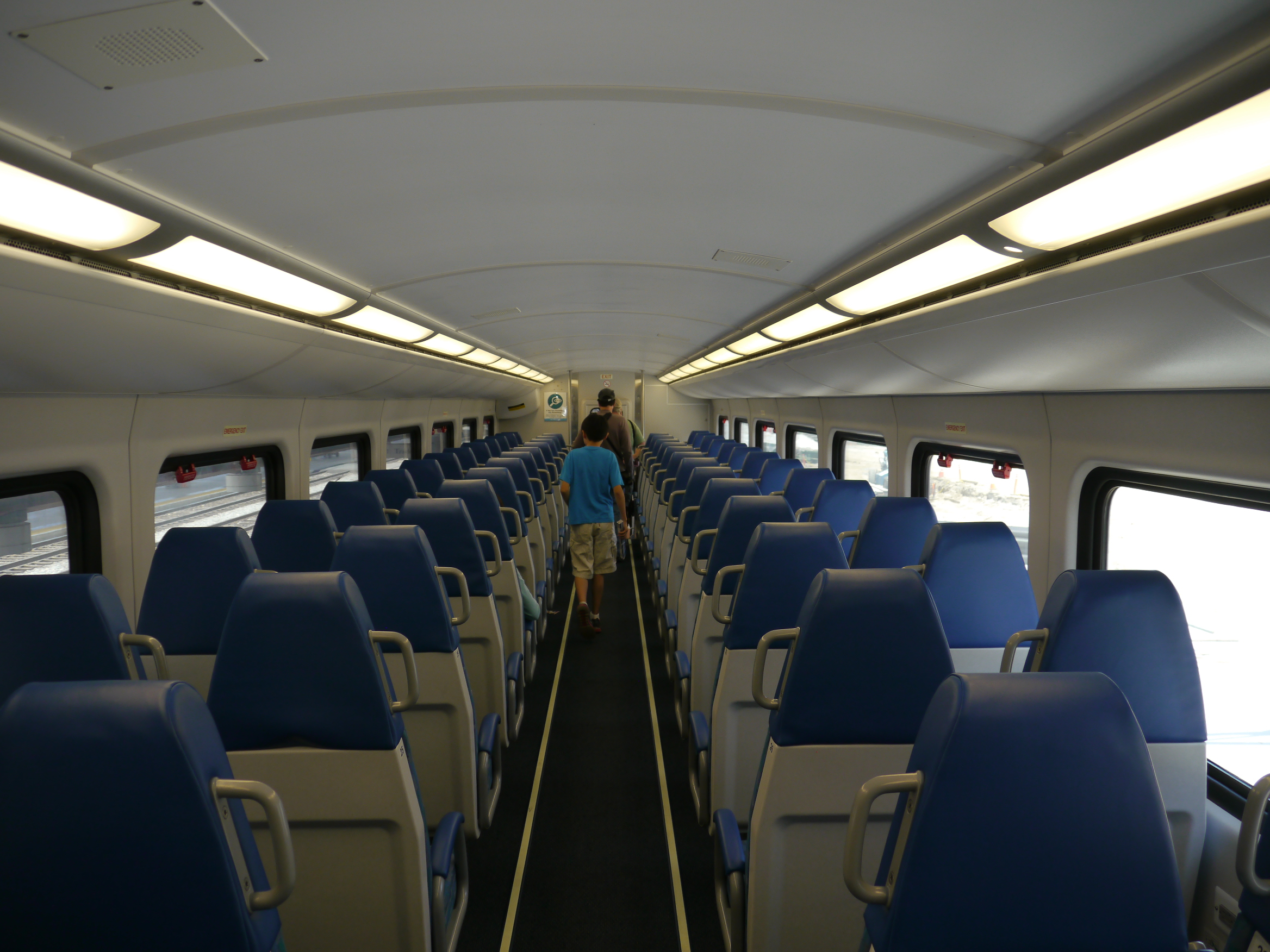
Innenraum eines Hyundai-Rotem-Doppelstockwagens

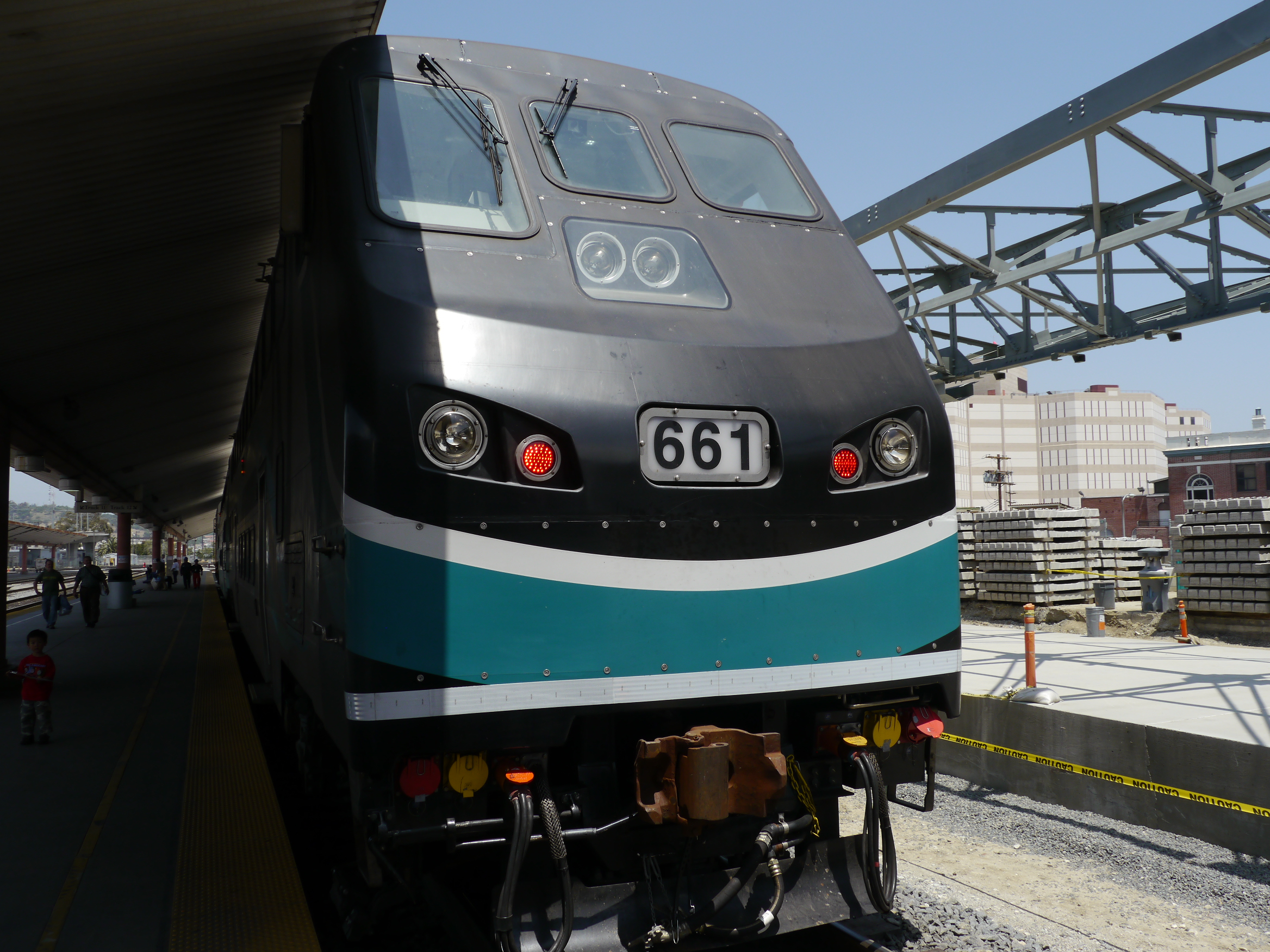
Steuerwagen von Hyundai Rotem

In den Jahrzehnten vor 1992 gab es in Los Angeles überhaupt keinen Eisenbahn-Vorortverkehr mehr. Sämtliche zuvor bestehende Eisenbahnsysteme wurden in den 1950er- und 60er-Jahren eingestellt. Auch hatte die 3,8-Millionen-Einwohner-Stadt weder U-Bahnen noch Straßenbahnen, nachdem nach dem Zweiten Weltkrieg das ausgedehnte Straßenbahn- bzw. Stadtbahnnetz ebenfalls nach und nach eingestellt wurde. Der dürftige Busverkehr deckte die dringendsten Bedürfnisse jener Bevölkerungsteile ab, die nicht über ein Auto verfügten. Ein in der Zwischenzeit eingerichteter Vorortverkehr zwischen der Union Station und Oxnard, welcher am 18. Oktober 1982 eröffnet und unter dem Markennamen CalTrain mit Amtrak-Rollmaterial betrieben wurde, litt unter geringen Fahrgastzahlen, fehlendem politischen Interesse, sowie unter Streitigkeiten mit der Southern Pacific bezüglich der Trassennutzungsgebühren und Streckenkapazitäten auf der eingleisigen Strecke, sodass der Betrieb im März 1983 nach der Beschädigung einer Brücke wieder eingestellt wurde. Wie andernorts auch nahm der Autoverkehr in der autogerechten Stadt so zu, dass sich der Staat Kalifornien, die Stadt Los Angeles und Landkreise im Umland (insgesamt 17 Millionen Einwohner) mit neuen Verkehrskonzepten auseinandersetzen mussten. Neben U-Bahn- und Stadtbahn-Strecken in Los Angeles wurde auch ein mehr als 400 Kilometer langes Vorortbahnnetz konzipiert.

### Gründung der SCRRA

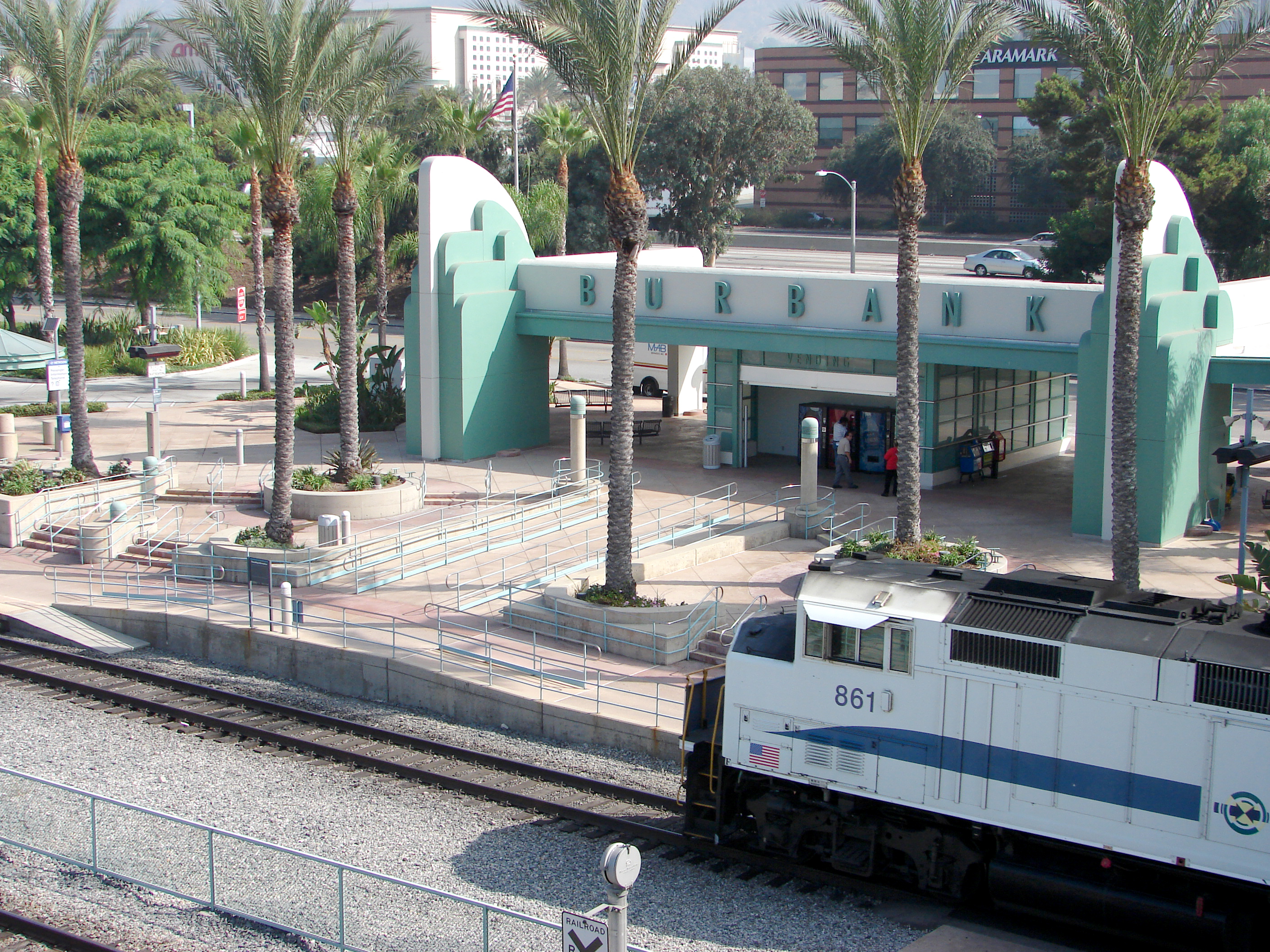
Metrolink-Haltepunkt in Burbank

Voraussetzung dafür war die Gründung der Southern California Railroad Administration (SCRRA) im Jahr 1991. Diese Behörde tritt sowohl als Betreiber als auch als Eigentümer von Schieneninfrastruktur auf, deren Gleise vorher großen Güterbahnen gehörten. Ab 1992 wurde mit drei Linien gestartet. Mit dem Betrieb wurde die staatliche Personenverkehrsgesellschaft Amtrak beauftragt, die neue, in Kanada gebaute Bombardier-BiLevel-Doppelstockwagen und eigenes Personal einsetzte. Wurde am Anfang ausschließlich für Berufsverkehrszwecke, wie in den USA oft üblich, montags bis freitags gefahren, so umfasst das Netz heute sieben Linien, wobei auf den meisten Strecken die Züge auch am Wochenende verkehren. Das Netz reicht heute in so bekannte Orte wie San Bernardino und Anaheim (Disneyland).
Von Juni 2005 bis 25. Juni 2010 übernahm Connex Railroad bzw. Veolia Transport den Betrieb des Metrolink-Netzes im Auftrag der SCRRA, ehe Amtrak den Auftrag zurückgewinnen konnte. Ab 1. Juli 2025 wird Alstom den Betrieb führen.

## Betrieb

Metrolink Liniennetz 2012

Das Fahrpersonal stellt Amtrak. Streckeneigentümer ist teils die SCRRA, teils BNSF Railway oder die Union Pacific Railroad.
Im dritten Quartal 2019 wurden mit 62 Dieselloks und 258 Wagen an Wochentagen durchschnittlich 38.436 Pendler und Ausflügler befördert; ergänzt um durchschnittlich 1.054 Fahrgäste pro Tag, die Amtrak-Züge mit Metrolink-Fahrausweisen nutzen. Im selben Quartal des Vorjahres wurden 37.652 bzw. 965 Fahrgäste registriert. Die Fahrgastzahlen lagen damit 2019 wieder etwa auf dem Niveau des Jahres 2009, nachdem 2012 zwischenzeitlich 42.265 bzw. 1.545 Reisende verzeichnet wurden, die Nutzung dann aber bis Mitte des Jahrzehnts deutlich gesunken war.
Auf dem Streckennetz von 624 km verkehren werktäglich 173, samstäglich 48 und sonntäglich 42 Züge, die insgesamt 62 Stationen bedienen.
Die sieben Metrolink-Linien umfassen bei einer Streckenlänge von 624 km durch Parallelführungen eine Linienlänge von 861 km. Bis auf die Inland Empire-Orange County Line beginnen und enden alle Linien an der Union Station in Los Angeles.
Die sieben Linien sind:
- Ventura County Line von East Ventura nach Los Angeles (12 Stationen; 114,1 km)
- Antelope Valley Line von Lancaster nach Los Angeles (12 Stationen; 123,3 km)
- San Bernardino Line von San Bernardino nach Los Angeles (14 Stationen; 92,7 km)
- Riverside Line von Riverside nach Los Angeles (7 Stationen; 95,1 km)
- Orange County Line von Oceanside nach Los Angeles (15 Stationen; 140,3 km)
- Inland Empire-Orange County Line von San Bernardino nach Oceanside (16 Stationen; 161,1 km)
- 91/Perris Valley Line von Perris South über Fullerton nach Los Angeles (12 Stationen; 134,9 km)

Seit Oktober 2022 betreibt Metrolink im Auftrag der San Bernardino County Transportation Authority (SBCTA) ferner die Arrow-Linie zwischen San Bernardino und Redlands.